# Sara Levi-Tanai
Sara Levi-Tanai (en hebreo: שרה לוי-תנאי‎; C. 1910-3 de octubre de 2005) fue una coreógrafa y compositora israelí. Fue fundadora y directora artística del Inbal Dance Theatre y ganadora del Premio Israel de danza.

## Premios y reconocimientos
- En 1964, el Libro de Rut de Levi-Tanai ganó un premio del Théâtre des Mondes de París.
- En 1973, recibió el Premio Israel, en danza, por sus contribuciones en el campo de las artes escénicas.[1][2]
- En 1984, ganó el Premio de Teatro Moshe Halevi, otorgado por la Municipalidad de Tel Aviv.
- En 1986, fue la primera en recibir el premio de música y danza de la Federación Laboral de Israel (Histadrut).
- En 1988, fue nombrada ciudadana de honor de Tel Aviv.